# Xanthorhoe fuscomarginata
Xanthorhoe fuscomarginata är en fjärilsart som beskrevs av Otto Staudinger 1891. Xanthorhoe fuscomarginata ingår i släktet Xanthorhoe och familjen mätare. Inga underarter finns listade i Catalogue of Life.